# Fernando Camargo
Pour les articles homonymes, voir Camargo.
Camargo  Flechas est un nom espagnol. Le premier nom de famille, en général paternel, est Camargo ; le second, en général maternel, souvent omis, est Flechas.
Luis Fernando Camargo Flechas (né le 17 décembre 1977) est un coureur cycliste colombien.

## Biographie

### Tour de Colombie 2012
Toujours très incisif, il réussit, à près de 35 ans, un Tour de Colombie remarquable. Même s'il échoue de peu par deux fois, il persiste et remporte deux victoires d'étape. De plus, il s'octroie le classement du meilleur grimpeur, tout en terminant sixième au classement général final.
Dans la quatrième étape, il intègre une échappée d'une vingtaine de coureurs. Dans l'ascension de l'Alto de La Línea (classé en hors-catégorie), il impose le rythme et lâche, un à un, ses compagnons. Il franchit en solitaire le sommet, avec 2 min 47 s d'avance sur le groupe du leader Félix Cárdenas. Dans la descente, Juan Diego Ramírez descend le plus vite et forme un trio d'échappés, avec Camargo et son équipier Rodolfo Torres, qui l'ont pris en chasse. Fabio Duarte, Félix Cárdenas et Didier Sastoque reviennent dans les cent derniers mètres de l'étape sur Ramírez et Camargo. Cárdenas prend le meilleur sur Ramírez, à bout de force, Duarte sautant sur la ligne Camargo, pour la troisième place. Ce jour-là, il s'empare du maillot du meilleur grimpeur, qu'il ne quittera plus jusqu'à la fin du Tour.
Dans la sixième étape, Fernando Camargo s'enfuit dans le premier col pour consolider son maillot de leader de la montagne. Il passe ensuite, seul en tête, les autres prix du meilleur grimpeur. Camargo est repris dans le dernier kilomètre de l'étape, par un groupe d'échappés
, après soixante-dix kilomètres seul. Il se replace, néanmoins, à la septième place du classement général provisoire. Camargo sort des dix premiers du général, à la suite d'une cassure à l'arrivée de la huitième étape.
Le lendemain, il arrive à ses fins en remportant sa première victoire d'étape. Au pied du col de première catégorie qui amène à Manizales (terme de l'étape), Fernando Camargo accélère, lâche le peloton et revient sur les échappés. Camargo réussit à terminer seul pour remporter l'étape, quelques secondes devant Félix Cárdenas. Il remonte ainsi au cinquième rang du classement général. Dès le jour suivant, piètre descendeur, Camargo se fait piéger par le leader Félix Cárdenas, dans la descente de l'alto de Minas.
Fernando Camargo lui s'impose pour la seconde fois lors d'une arrivée d'étape, dans le contre-la-montre individuel qui clôt la 62e édition du Tour de Colombie. La première partie est plane puis l'épreuve se termine par l'ascension de l'alto de Las Palmas, difficulté classée en première catégorie. Il domine Félix Cárdenas (pourtant vainqueur de cette Vuelta), deuxième à une cinquantaine de secondes.
À la suite du refus du gouvernement du département de Boyacá d'allouer la subvention promise, la formation Boyacá se atreve doit cesser son activité au printemps 2015. Fernando Camargo trouve, alors, rapidement refuge dans l'équipe Formesan-Bogotá Humana.
En novembre 2017, l'UCI signifie à Fernando Camargo qu'un contrôle effectué lors du Tour de Colombie s'est révélé positif au CERA. Dans une lettre ouverte publiée début décembre, le coureur dédouane la formation SuperGIROS, rejointe à peine quinze jours avant le début de l'épreuve, prenant entièrement sous sa responsabilité la « coûteuse erreur ». Il demande pardon pour sa « légèreté » et dit en assumer les conséquences au crépuscule de sa carrière sportive. Il est suspendu pour une durée de quatre ans.

## Palmarès
| - 2005 - 10e étape du Tour de Colombie - 2007 - 4e étape du Tour de Colombie - 2008 - Classement général de la Vuelta a Boyacá - 7e étape du Clásico RCN - Tour de Bolivie : - Classement général - 8ea étape (contre-la-montre) - 2009 - Tour de l'Équateur : - Classement général - 3e étape - 2010 - 4e étape de la Vuelta a Boyacá (contre-la-montre) - 3e du Doble Sucre Potosi GP Cemento Fancesa | - 2011 - 2e de la Vuelta a Cundinamarca - 3e de la Vuelta a Boyacá - 2012 - 9e et 11e (contre-la-montre) étapes du Tour de Colombie - 2013 - 2e de la Vuelta a Cundinamarca - 2014 - 9e étape du Tour de Colombie - 9e étape du Clásico RCN - 2e de la Clásica de Fusagasugá - 2e de la Vuelta a Cundinamarca - 2e du Tour de Colombie - 2e de la Vuelta a Boyacá - 2017 - 4e étape de la Vuelta a Cundinamarca (contre-la-montre) |

### Classements mondiaux
| Année            | 2005 | 2006 | 2007 | 2008 | 2009 | 2010 | 2011 | 2012 | 2013 | 2014 |
| ---------------- | ---- | ---- | ---- | ---- | ---- | ---- | ---- | ---- | ---- | ---- |
| UCI America Tour | 245e |      | 203e |      | 37e  | 14e  | 264e | 78e  |      | 62e  |